# Prorastomus
Prorastomus sirenoides è una specie estinta di Sirenii vissuta nel medio Eocene 45-40 milioni di anni fa.
Prorastomus è uno dei due generi della famiglia Prorastomidae, mentre l'altro è Pezosiren. I due generi sono i più antichi sirenii e risalgono all'Eocene.

## Descrizione
L'animale, a differenza dei moderni Sirenidi che sono totalmente acquatici, presenta caratteristiche anfibie come le zampe corte ed una lunga coda. La forma del muso e la dentatura che presenta molari a forma di corona, inducono a pensare che si cibasse di piante morbide. La cresta nasale è ben sviluppata, indicando che poteva avere un buon senso dell'olfatto. Le ossa frontali sono più piccole degli altri sirenidi, mentre le arcate sopraccigliari erano simili a quelle dei sirenidi. Siccome Pezosiren aveva una cresta sagittale, è possibile che sul campione di Prorastomus sia stata abrasa nel tempo.
Lungo all'incirca un metro e mezzo e con le dimensioni di un maiale, l'animale è stato trovato in Giamaica a testimoniare come, dopo l'evoluzione da antenati vissuti nella zona del mare della Tetide (antenati che hanno dato origine anche ai Proboscidati e agli Iraci), l'ordine ha raggiunto subito grande diffusione.

## Etimologia
Il nome Prorastomus deriva dalla combinazione di due parole in greco antico πρῷρα (prōra), "prora della nave" e στόμα (stoma) "bocca", in riferimento alla mandibola dell'animale che ricorda la prora di un'imbarcazione.